# See the Day
«See the Day» — одиннадцатый сингл британской поп-группы Girls Aloud, и третий сингл с третьего альбома группы Chemistry. Сингл был выпущен с надеждой занять высшую ступень рождественского хит-парада, но на тот момент он оказался самым неудачным синглом Girls Aloud. В итоге он занял всего лишь 9-ю строчку.

## Список композиций

### CD 1
1. «See the Day» — 4:04

2. «It’s Magic» — 3:52

### CD 2
1. «See the Day» — 4:04

2. «I Don’t Really Hate You» — 3:38

3. «See the Day» (Soundhouse Masterblaster Mix) — 5:02

4. «Chemistry Album Medley» — 3:08

5. «See the Day» (Karaoke Video) 

6. «See the Day» (Game)

7. «See the Day» (Ringtone)

#### Music Video
Видео начинается с поднятия занавеса, как и в предыдущем видеоклипе коллектива — «Biology». Девушки находятся в снежном царстве, они одеты в воздушные белые платья. По ходу видео девушки то стоят по прямой линии, то сидят у водоема, в котором отражается ночное небо. На одном из кадров видно, что солистки находятся в игрушечном шаре со снежинками, который лежит в чьей-то ладони.
Съемки видеоклипа проходили 5 октября, в день 20-летия Николы Робертс.

## Позиции в чартах
| Чарты (2005)                     | Позиция занятое место |
| -------------------------------- | --------------------- |
| Великобритания — Английский чарт | 9                     |
| Ирландия — Ирландский чарт       | 14                    |
| Польша — Польский чарт           | 17                    |

## Авторы
- Миранда Купер
- Брайан Хиггинс
- Лиза Коулинг
- Тим Пауэлл
- Элисон Кларксон

## Состав
- Шерил Коул
- Кимберли Уолш
- Сара Хардинг
- Никола Робертс
- Надин Койл